# Punto del marito
Il punto del marito è una procedura chirurgica per cui il perineo di una donna viene riparato a seguito di una lacerazione perineale o un taglio eseguito durante il parto con una o più suture del necessario. Lo scopo dichiarato di tale operazione è quello di restringere l'apertura vaginale dopo la gravidanza per aumentare il piacere sessuale del partner maschile durante il rapporto penetrativo. Sebbene manchino studi che provino i reali benefici di tale pratica essa è accertata nel mondo occidentale.
Negli ultimi decenni il punto del marito è diventato oggetto di discussione sui forum femminili relativi al periodo post-parto e su quelli delle levatrici.

## Prospettiva medica
Sebbene la riparazione del perineo sia una pratica corrente e possa rendersi necessaria da un punto di vista medico, un punto in più non viene ritenuto tale. Tale procedura può anzi causare disagio, fastidio o dolore nelle donne che lo subiscono.

## Storia
L'uso del termine nella letteratura medico-scientifica può essere fatto risalire a Transactions of the Texas State Medical Association del 1885:
( Transactions of the Texas State Medical Association, collana Seventeenth Annual Session, Houston, Texas State Medical Association, aprile 1885.)
Un riferimento al punto del marito si ritrova ad esempio più recentemente nel What Women Want to Know del 1958, libro co-scritto da un ginecologo americano, in cui si legge:
((EN) Harold M. Imerman e Thomas Blanchard Dewey, What Women Want to Know: A Noted Gynecologist's Guide to the Personal Problems of Women's Health, New York, Crown, 1958,  p. 134.)
L'espressione "punto del marito" è diventata popolare a partire dagli anni novanta del Novecento, con la pubblicazione di The Year After Childbirth: Surviving and Enjoying the First Year of Motherhood di Sheila Kitzinger nel 1994, che ne ricostruisce anche la storia:
(Sheila Kitzinger, The Year After Childbirth: Surviving and Enjoying the First Year of Motherhood, 1994)
Negli anni 2020 non esistono ancora studi che chiariscano la diffusione di tale pratica e permettano di determinare quante donne siano state sottoposte a questo atto chirurgico, al di là di prove aneddotiche. Diversi resoconti riportano l'esperienza di donne che hanno subito questa procedura senza il loro consenso. Uno scrittore ha suggerito che potrebbe trattarsi di uno scherzo tra uomini, una battuta per alleviare la tensione dopo il parto della partner. Tuttavia, secondo molti medici tale intervento chirurgico eccessivo non può essere liquidato tra le leggende metropolitane.

## Nella cultura di massa
Un racconto di Carmen Maria Machado, The Husband Stitch, pubblicato per la prima volta nel 2014 su Granta, descrive una donna sottoposta alla procedura.
Il punto del marito è evocato nella seconda stagione della serie televisiva Doom Patrol, quando il padre misogino di Cliff gli dice: «Quando quel dottorino ti chiede se vuoi il punto del marito, digli "Ne prendo due"».